# Josef Maleček
Josef Maleček, kallad "Pepi" eller "Pepa", född 18 juni 1903 i Prag i dåvarande kungariket Böhmen under Österrike-Ungern, död 26 september 1982, på Long Island, New York, USA, var tjeckoslovakisk ishockeyspelare under 1920- och 1930-talen.  Han spelade med det tjeckoslovakiska landslaget under 107 matcher och gjorde 114 mål. Han blev invald i Internationella Ishockeyförbundets Hall of Fame 2003.

## Uppväxt
Josef Maleček växte upp i en familj med stort idrottsintresse. Hans far, Josef Sr, och två farbröder var med och grundade AC Sparta Prag. Det var de två bröderna Ota and Karel Maleček som designade klubbens märke och Karel blev också klubbens första tränare (1907–1911).
Josef Maleček var en av de mest allroundkunniga tjeckiska idrottsmännen under 1900-talet. Han sprang 100 meter under 11 sekunder och var tjeckisk rekordhållare på 400 meter häck som 16-åring. När han var 17 spelade han fotboll i den högsta ligan för AC Sparta Prag. Han representerade också Tjeckoslovakien i landhockey och tennis. Landhockey spelade han i landslaget till 1946 då han fyllde 43 år. Som tennisspelare tränades han av Karel Koželuh, världsstjärna i tennis under 1920-talet. Maleček lyckades erövra den tjeckoslovakiska mästartiteln i dubbel (1930) och mixed (1938).
Han tävlade i flera turneringar världen runt, som Wimbledon och representerade Tjeckoslovakien i Davis Cup mellan 1929 och 1936. Maleček tävlade också framgångsrikt i cykel och golf.

## Ishockey
Det var dock ishockeyn som var hans favoritsport. Han lärde sig skridskoåkning i femårsåldern och visade tidigt stor talang. Som tolvåring, i januari 1916, presenterade han sig för Prag-publiken i en turnering, där han var den klart yngste deltagaren i HC Sparta Prags juniorlaguppställning. I seniorlaget började han spela 1920, som sjuttonåring, han stannade i klubben till 1927. Han etablerade sig snabbt som stjärna i tjeckoslovakisk ishockey och blev känd inom hela Europas hockeykrets. Maleček var bara 18 år och 7 månader när han debuterade i sitt hemlands landslag i EM i ishockey 1922, en turnering som Tjeckoslovakien vann. Han spelade dock sparsamt i turneringen och fick göra kortare inhopp i händelse av skador. Maleček själv klarade sig under sin karriär nästan utan skador. Han lämnade bara återbud en gång under 17 år, på grund av ett brutet ben efter en skidolycka i Tatrabergen, just för 1932 års VM.
Malečeks landslagsfacit är imponerande. Av de 129 internationella matcher som Tjeckoslovakien spelade under perioden 1920–1939, spelade han 107 av dessa och gjorde 114 mål. Han vann 4 EM-titlar och vann skytteligan vid fyra tillfällen, 1925, 1929, 193 3och 1935. Maleček har genom detta vunnit skytteligan flest gånger av alla spelare genom alla tider. Vidare representerade han Tjeckoslovakien i 16 VM och EM (1923–1931 och 1933–1939) och i tre OS-turneringar, 1924, 1928 och 1936.
Under 1927 års EM-turnering togs en ny trofé fram som vinnarna av turneringen vann. Trofén var en staty av Josef Maleček, som då var 23 år. 
Han blev under årens lopp ledare både i klubb- och landslag. I 1929 års EM-turnering vann han sin andra EM-titel i Ungern och utropades som den bäste ishockeyspelaren i Europa av ett flertal tidningar.
Maleček blev snabbt en nationalhjälte i Tjeckoslovakien under 1930-talet, mycket tack vare radiosända matcher som slog igenom i Tjeckoslovakien under denna tid. Han blev 1933 vald av tidningen Ceske Slovo till den mest populära idrottsmannen i landet. Han blev en idol för många ungdomar och han jobbade som hockeyinstruktör i Prag och i andra Tjeckoslovakiska städer.

## LTC Prag
1927 lämnade Maleček sin gamla klubb Sparta Prag för spel med den nybildade klubben LTC Prag, något som inte var populärt bland Sparta Prags supporters. 
LTC Prag blev snabbt huvudattraktionen i tjeckoslovakisk ishockey. Under en uppvisningsmatch i Brno blev Maleček buren på axlarna av extatiska Brno-fans som just hade sett honom göra 15 mål på deras lag (23 januari 1933). Denna säsong var en av Malečeks toppsäsonger och han gjorde då otroliga 148 mål på 46 matcher.
Med Maleček i laget var LTC ett svårslaget lag, speciellt på hemmaplan. Under 1930-talet var LTC ett av Europas bästa hockeylag, tillsammans med HC Davos och Berliner SC. Ett par franska lag, med ett antal kanadensare i laget var också i frontlinjen som de bästa lagen i Europa. LTC vann flera turneringar med Maleček vid rodret. De vann Spengler Cup fyra gånger. Bland bedrifterna märks också att de vann tre gånger under 1930-talet över Sveriges herrlandslag i ishockey. LTC förlorade bara en ligamatch under 13 år.
Under 1930-talet blev han flera gånger erbjuden att spela professionell ishockey i Kanada, ett erbjudande som inte många européer fick under denna period. Maleček avböjde dock alla inviter, då han inte ville lämna Prag och den status som han byggt upp där. Han hade under 1930-talet startat en populär sportaffär som han drev tillsammans med två tennisspelare, Ladislav Hecht och Vojtech Vodicka.
Ingen vet exakt hur många mål som Maleček gjorde under sin karriär. Dock vet man att det är fler än 1 000 stycken. Han var den förste hockeyspelaren som nådde nivån 1 000 mål.
Under slutet av sin karriär (1941) bytte han från anfall till försvar. Han blev 1947 assisterande coach för Polens VM-lag.

## Karriärens slut
Maleček beslutade att lämna Tjeckoslovakien när landet fick ett kommunistiskt ledarskap, i början av 1948. Han flydde till Schweiz och flyttade till Davos där han arbetade som tennisinstruktör och var spelande ishockeytränare för HC Davos mellan 1948 och 1950. Han fortsatte som spelande tränare 1949–1952 i Crans-Montana i Schweiz innan han flyttade till Tyskland och spel i Krefeld. Karriären avslutades med en säsong i Zürich 1953–1954, då var han 51 år. Maleček fortsatte dock med ishockey till 1955–1956 som coach för det tyska laget Hannover.
Han flyttade till USA i mitten av 1950-talet, närmare bestämt till New York. Han arbetade som sportkommentator för Radio Free Europe. Senare skulle han bli hedersordförande för föreningen Tjeckoslovakiska idrottsmän utomlands.
Han bodde i Bayport, Long Island till han avled i hjärtattack 1982, i en ålder av 79 år. Hockeylegenden var vid den här tiden allmänt bortglömd men genom ett idogt arbete av hans fans blev han invald i IIHF:s Hall of Fame 2003.

## Meriter
- Tjeckisk mästare 1921-1948: 12 gånger
- Tjeckisk skytteliga vinnare 1921-1948: 12 gånger
- EM 3-guld, 1-silver, 1-brons
- EM skytteliga vinnare två gånger
- VM 3 brons
- VM skytteliga vinnare tre gånger
- 121 mål på 107 landskamper
- Över 1 000 gjorda mål i sin karriär
- Invald i IIHF:s Hall of Fame 2003
- Deltagit i tre OS-turneringar, 1924, 1928 och 1936

## Klubbar
- AC Sparta Prag 1914-27,
- LTC Prag 1927-43,
- Vysokoskolsky SK 1943-44,
- OAP Slovan Bratislava 1943-45,
- ŠK Slovan Bratislava 1945-48,
- HC Davos 1948-49 & 1949-50 (Tränare),
- HC Crans-Montana 1949-52,
- Krefeld 1952-53,
- Zürich 1953-54,
- E.S.G. Hannover 1955-56 (Tränare)